# Fan sasaeng
 (mai 2023).
La mise en forme du texte ne suit pas les recommandations de Wikipédia : il faut le « wikifier ».
Les points d'amélioration suivants sont les cas les plus fréquents. Le détail des points à revoir est peut-être précisé sur la page de discussion.
- Les titres sont pré-formatés par le logiciel. Ils ne sont ni en capitales, ni en gras.
- Le texte ne doit pas être écrit en capitales (les noms de famille non plus), ni en gras, ni en italique, ni en « petit »…
- Le gras n'est utilisé que pour surligner le titre de l'article dans l'introduction, une seule fois.
- L'italique est rarement utilisé : mots en langue étrangère, titres d'œuvres, noms de bateaux, etc.
- Les citations ne sont pas en italique mais en corps de texte normal. Elles sont entourées par des guillemets français : « et ».
- Les listes à puces sont à éviter, des paragraphes rédigés étant largement préférés. Les tableaux sont à réserver à la présentation de données structurées (résultats, etc.).
- Les appels de note de bas de page (petits chiffres en exposant, introduits par l'outil «  Source ») sont à placer entre la fin de phrase et le point final[comme ça].
- Les liens internes (vers d'autres articles de Wikipédia) sont à choisir avec parcimonie. Créez des liens vers des articles approfondissant le sujet. Les termes génériques sans rapport avec le sujet sont à éviter, ainsi que les répétitions de liens vers un même terme.
- Les liens externes sont à placer uniquement dans une section « Liens externes », à la fin de l'article. Ces liens sont à choisir avec parcimonie suivant les règles définies. Si un lien sert de source à l'article, son insertion dans le texte est à faire par les notes de bas de page.
- La présentation des références doit suivre les conventions bibliographiques. Il est recommandé d'utiliser les modèles {{Ouvrage}}, {{Chapitre}}, {{Article}}, {{Lien web}} et/ou {{Bibliographie}}. Le mode d'édition visuel peut mettre en forme automatiquement les références.
- Insérer une infobox (cadre d'informations à droite) n'est pas obligatoire pour parachever la mise en page.

Pour une aide détaillée, merci de consulter Aide:Wikification.
Si vous pensez que ces points ont été résolus, vous pouvez retirer ce bandeau et améliorer la mise en forme d'un autre article.
Dans la culture sud-coréenne, un sasaeng, ou fan sasaeng (hangeul : 사생팬, hanja : 私生팬, RR : sasengpaen), est un fan obsessionnel qui traque ou adopte d'autres comportements constituant une atteinte à la vie privée des idoles coréennes, des acteurs de théâtre ou d'autres personnalités publiques. Le terme sasaeng vient des mots coréens sa (coréen : 사 ; hanja : 私) signifiant "privé" et saeng (coréen : 생 ; hanja : 生) signifiant "vie", en référence à l'intrusion des fans dans la vie privée des célébrités. Selon les estimations des managers de célébrités des médias coréens, les célébrités coréennes peuvent avoir "entre 500 et 1 000 fans sasaeng" et sont activement surveillées par environ 100 fans sasaeng chaque jour. Les fans sasaeng sont décrits comme souvent féminins, âgés de 13 à 22 ans, et sont poussés à faire des choses qui, dans certains cas, peuvent conduire à une infraction limite afin d'attirer l'attention des célébrités. Des exemples de tels comportements incluent la recherche de personnes célèbres dans leur dortoir ou leur maison, la propagation de rumeurs, le vol de leurs biens ou de leurs informations, le harcèlement des membres de la famille et l'envoi de cadeaux pour des idoles comme des sous-vêtements.

## Arrière-plan
Bien que le terme sasaeng ait été inventé bien plus tard, le comportement obsessionnel et perturbateur des fans qu'il désigne coïncide avec la montée des groupes d'idoles de K-pop et des "fandoms" dans les années 1990, comme l'a noté le journal local de langue anglaise Korea JoongAng Daily en 2001. Il existe des récits de tels comportements de fans pré-numériques de la part de vétérans de l'industrie et de membres de groupes K-pop de première génération comme H.O.T. et G.o.d,,,. Avec le développement rapide de la culture pop coréenne et la propagation de la vague Hallyu à l'international dans les années 2000 et suivantes, le comportement radical et perturbateur des fans envers les idoles et célébrités coréennes a également été observé à l'étranger.

## Motifs
De nombreux sasaengs sont motivés par le désir d'être reconnus par leurs idoles et de se démarquer des autres fans. Un fan sasaeng a été interviewé et a donné une explication à cette attitude obsessionnelle : 
J'ai l'impression d'en savoir plus et de me rapprocher de mon idole préférée. Si je vais à un concert, il y a des milliers de personnes là-bas, donc les idoles ne sauront pas qui je suis. Mais si je deviens un sasaeng, ils me reconnaîtront. Si je continue à leur dire : "Je suis un tel. Je t'ai déjà vu à cet endroit. Je suis un tel" et ils commenceront à me remarquer et me demanderont : "Tu es revenu aujourd'hui ?" Pour les fans sasaeng, être reconnu par les idoles est une bonne chose.
Ce besoin de reconnaissance individuelle des idoles a alimenté un certain nombre de comportements sasaeng notables. L'agression physique est une façon perçue d'être rappelé. En 2012, un sasaeng aurait giflé Yoo-chun, du boys band JYJ, au visage, se justifiant en disant que l'idole se souviendrait sûrement d'elle désormais.
Alors que les sasaengs ont formé un réseau pour aider à diffuser et partager des informations, les activités des sasaengs sont également personnelles. Les sasaengs qui peuvent accéder à leurs idoles, ou qui peuvent obtenir des informations personnelles que personne d'autre ne possède, gagneront un plus grand respect parmi les autres sasaengs.

### Sasaengs contre anti-fans
Les anti-fans (en) contrastent avec les fans sasaeng en ce que leur objectif principal est de voir l'échec ultime de certaines idoles ou groupes. En 2006, Yunho, membre de TVXQ, a été emmené à l'hôpital après avoir bu une boisson contenant de la colle d'un fan apparent. Le suspect dans cette affaire avait également donné à Yunho une lettre critiquant TVXQ et menaçant apparemment le groupe dans son ensemble et a avoué être un anti-fan de TVXQ. Bien que l'on dise que les deux groupes se livrent à des activités qui nuisent à l'idole et au groupe, les sasaengs sont plus motivés par l'idée de vouloir être reconnus par leurs idoles que de ridiculiser et empêcher le succès de la cible.

## Tactique
Les sasaengs ont développé diverses méthodes pour obtenir des informations sur les idoles et ont formé un réseau sasaeng pour partager des informations et former des groupes pour accomplir des tâches. Il a été noté que les fans sasaeng en âge de travailler essaieront d'obtenir des emplois dans des industries qui les rapprochent de leurs idoles ou de leurs informations. Les employeurs cibles peuvent inclure les compagnies aériennes, les compagnies de téléphone et les sociétés de cartes de crédit. En 2017, Brave Entertainment, l'agence de l'artiste solo Samuel, a licencié deux employés pour des activités de fans sasaeng, notamment en suivant d'autres artistes et en partageant des informations personnelles sur Samuel.

La célébrité grandissante des médias sociaux a rendu réalisable la vente de renseignements concernant les idoles sur des plateformes de médias sociaux telles que Twitter, KakaoTalk et Instagram. Certaines sasaengs ont accès à une variété de données personnelles, qui peuvent englober des adresses personnelles, des numéros de téléphone portable, des précision de vol, des comptes de médias sociaux personnels, des numéros de compte de carte de crédit, des enregistrements audio et vidéo. Certains vendeurs proposent aussi de vendre les méthodes qu'ils utilisent pour obtenir ces informations. Un vendeur de telles informations a tweeté :
J'ai presque toutes les informations sur les idoles. EXO, BTS, NCT, Wanna One, Produce 101, etc. enregistrement audio, Kakao Talk, numéro de téléphone, passeport, compte Twitter, dortoir, compte Instagram personnel et vidéo. Envoyez-moi un DM [message direct].
Le soi-disant "taxi sasaeng" est une stratégie pratiqué par les sasaengs pour suivre les idoles jusqu'à leurs occupation programmées ou leurs rendez-vous personnels. Ces taxis facturent en moyenne 600 $ par jour et suivront une idole ou un groupe musical toute la journée, vont aller au-delà des limites de vitesse et transgresseront d'autres règles de circulation. Les chauffeurs de ces taxis peuvent attendre les clients à l'extérieur des locaux.
Ces méthodes chronophages et coûteuses ont conduit les fans sasaeng à abandonner ou à manquer l'école, à dormir dans des cybercafés ou à se tourner vers des prostituées pour couvrir leurs dépenses liées au sasaeng.
En 2014, une femme de 21 ans a été arrêtée pour avoir vendu des marchandises frauduleuses du groupe d'EXO. La plupart des acheteurs n'ont jamais reçu leurs produits ou ont découvert plus tard que la femme leur avait vendu les produits qu'elle avait loués. Elle a admis que le montant d'environ 4,7 millions de wons (environ 3 300 euros) qu'elle avait accumulé était destiné à couvrir les dépenses liées au suivi de près d'EXO.

## Dans les médias
Les médias comprennent que les fans de sasaeng sont des gens qui commencent comme des fans "ordinaires" mais qui consacrent ensuite leur vie personnelle et sociale à rechercher la notoriété ou à se rapprocher d'une célébrité. La représentation du comportement sasaeng dans les médias implique souvent la peur et la stigmatisation avec des actions décrites de manière sélective identifiées comme problématiques, notamment le décrochage scolaire et le fait de dormir dans des cafés Internet pour rencontrer des idoles.
Les reportages typiques des médias sur le comportement des fans sasaeng se concentrent sur un ou plusieurs cas d'activité de fans provoquant des perturbations sociales et incluent des critiques de sources telles que le fan "moyen". Les représentants de l'industrie et d'autres personnalités publiques de statut social accordent un poids moral aux reportages négatifs. Les fans de K-pop sont souvent prompts à faire la distinction entre le fandom "normal" et le comportement que l'on dit caractéristique d'un fan sasaeng. L'identité et la personnalité des fans sasaeng sont souvent décrites dans les médias de masse et les médias sociaux en utilisant des termes à connotations négatives et des attitudes extrêmes, tels que "fou", "obsédé", "pointilleux", "bizarre", "inappréciable", "égocentrique", " dément", "instable", "sociopathe", "dérangé", "hostile" et "dérangeant".

## Exemples d'incidents

### TVXQ et JYJ
Les boys band de K-pop TVXQ et JYJ ont été des cibles particulières de l'attention des sasaeng, avec des rapports de fans sasaeng mettant sur écoute les téléphones des membres de TVXQ, pénétrant par effraction dans l'appartement du groupe et empoisonnant le membre Yunho en conséquence, il a dû se faire pomper l'estomac. Les fans sasaeng ont également installé des caméras dans le parking privé du membre de JYJ, Yoochun. En 2012, des enregistrements de Yoochun et de son coéquipier Jaejoong criant et frappant des fans féminines ont été téléchargés sur un babillard en ligne. Un membre du groupe JYJ a mentionné l'incident lors d'une conférence de presse. Yoochun a déclaré que les fans de sasaeng suivaient le groupe depuis huit ans, depuis qu'ils étaient membres de TVXQ, et que la surveillance constante "ressemblait à une prison". Le membre du groupe Junsu a déclaré qu'une fan sasaeng avait mis son téléphone privé sur écoute, installé un dispositif de repérage GPS dans la voiture du groupe et pénétré dans une propriété privée. Jaejoong a présenté des excuses pour s'en être pris aux fans. En 2018, une vidéo a été mise en ligne du membre de TVXQ, Changmin traînant et lançant une sasaeng depuis un taxi.

### Accidents de voiture
Les idoles coréennes ont été impliquées dans une série d'accidents de la circulation, et les fans sasaeng emboîtent le pas. En 2011, deux membres de Super Junior ont été poursuivis par huit fans en voiture et ont causé une collision avec six voitures à Singapour. Les membres du groupe, Leeteuk et Heechul, étaient indemnes, mais Heechul a tweeté plus tard qu'il souffrait toujours des séquelles de l'accident et avait souvent peur de conduire,. En 2013, l'ancien membre de Big Bang, Seungri a subi des blessures mineures dans un accident de la circulation impliquant un fan de sasaeng à Shanghai. En 2015, Chanyeol du groupe Exo a écrit sur Weibo qu'il était constamment suivi par 20 véhicules de fans lors d'une visite à Shanghai. En 2016, Jackson de Got7 a été légèrement blessé dans un accident sur le chemin d'un aéroport en Chine, impliquant un fan qui suivait de près sa voiture.

### Intrusion à domicile
Des idoles telles que Jung Yong-hwa de CNBLUE, Zico de Block B, Junho de 2PM et Lay d'Exo ont signalé des incidents de fans de sasaeng les suivant chez eux ou tentant de s'introduire chez eux,,,. En 2014, un fan est entré par effraction dans la maison du chanteur Seo Taiji et a été retrouvé dans la voiture de Seo Taiji lorsque la police est arrivée. Seo n'a pas porté plainte contre le fan, qui a admis à une autre occasion qu'il s'était "caché" près de la maison du chanteur.

### Écriture avec du sang
En novembre 2009, une fan d'Ok Taecyeon, membre du groupe de garçons 2PM, a publié une écriture dans le sang, qui a ensuite été signalée comme étant du sang menstruel, comme preuve de son adulation. Cette attitude obsessionnelle envers la célébrité a suscité des critiques sur ses actions, y compris par d'autres fans de 2PM.
En décembre 2009, un fan obsessif de Lee Joon du MBLAQ (de son vrai nom Lee Chan Sung) a publié un message écrit avec du sang sur les réseaux sociaux. Le message disait : "Ne m'oublie pas, Lee Chan Sung. Je n'ai que toi. Je t'aime."  Elle a utilisé son sang de 14 heures comme déclencheur et motivation de ses actions, écrivant dans la légende : "Quelle était l'étrange écriture d'Ok Taecyeon ?" Le sang menstruel est tellement dégoûtant. Je vais montrer ce qu'est l'écriture de sang."
En janvier 2010, une fan obsédée de Wonder Girls s'est coupée le poignet et a écrit dans son propre sang : "Reviens, Wonder Girls". Elle a posté la photo de son visage à moitié couvert par sa main, montrant l'écriture de sang et la cicatrice sur son poignet.

## Réponses d'idoles et d'entreprises
Les agences de divertissement, les groupes d'idols et les idoles individuelles ont réagi aux activités de sasaeng par le biais des médias sociaux et des interviews. Soompi, un site d'information sur la culture pop coréenne, a documenté bon nombre de ces cas.

### Idoles individuelles
Dans une interview de juillet 2018, Brian, membre du duo R&B, Fly to the Sky, a déclaré que des colis avaient été livrés à son adresse personnelle et qu'il s'inquiétait non seulement pour lui-même mais aussi pour sa famille, qui était également harcelée. Il a dit: "Je veux savoir pourquoi cette personne a laissé un si mauvais commentaire et je veux qu'il arrête." D'autres réponses individuelles incluent Mark et Youngjae de Got7, Lay d'Exo et Ailee, qui ont tous reproché aux fans de sasaeng de suivre les idoles jusqu'à leurs résidences,, d'inonder les téléphones des idoles d'appels et de SMS,, prenant des vidéos et des photos indésirables d'idoles, et suivant les idoles au fur et à mesure qu'elles respectaient leurs horaires.
En avril 2016, Taeyeon, membre du groupe Girls 'Generation, s'est plainte de recevoir des appels constants d'étrangers. Sur Instagram, elle a posté une capture d'écran d'un appel manqué d'un inconnu, ainsi que les mots "Laissez-moi dormir" et "Ça ne sert à rien".
En avril 2016, Key, membre de Shinee, a publié une photo sur Instagram d'un chat de groupe KakaoTalk plein de fans étrangers. Il a dit qu'il était dérangé par les nombreuses invitations aux salons de discussion et les appels manqués des fans de sasaeng, et qu'il se serait adressé à eux comme suit : "Vous ne pouvez pas vous appeler fan." "C'est vraiment insultant et intolérable."

### Groupes d'idoles
En 2013, les membres du groupe EXO ont exprimé collectivement leur mécontentement, soulignant le traitement injuste des fans "normaux", qui sont souvent confondus avec des sasaengs. Le membre Suho a appelé les sasaengs à mettre fin à un tel comportement s'ils se souciaient vraiment du groupe.

### Agences de divertissement
Les agences de divertissement travaillent également sur la question des fans sasaeng et de leurs activités. Swing Entertainment, maison du groupe Wanna One, a accusé les fans sasaeng de stresser les membres du groupe lors de leur tournée en 2018. L'agence du gril group DreamCatcher, Happy Face Entertainment, a déclaré aux sasaengs qui attendaient les membres à leurs rendez-vous prévus et prenaient secrètement des photos et des vidéos de mettre fin à un tel comportement. L'agence a déclaré que ces actions violaient la vie privée des membres du groupe.

### Effets sur les idoles
Le comportement d'un fan sasaeng peut avoir un effet psychologique sur certaines idoles. Dans une interview, D.O., membre d'EXO, a déclaré que les sasaeng avait créé une "mentalité de victime" qui affectait grandement son apparence publique et ses activités. En 2016, Heechul de Super Junior s'est ouvert sur les sentiments de paranoïa et de traumatisme causés par les actions de certains fans sasaeng. Dans l'émission Handsome Boys of the 20th Century, les chanteurs d'idoles de première génération Eun Ji-won de Sechs Kies et Moon Hee-joon du groupe H.O.T. ont également admis avoir des sentiments paranoïaques chaque fois qu'ils quittaient leur maison. Eun a déclaré qu'il avait développé une dépendance aux jeux vidéo, car il resterait à la maison de peur d'être abordé par des foules de fans.

## Réponse juridique
De nombreux pays ont des lois restreignant le comportement caractéristique des sasaeng. Aux États-Unis, la Californie a adopté la première loi anti-harcèlement du pays en 1990. Les lois diffèrent d'un État à l'autre, mais tous les États ont des lois contre le harcèlement. En Allemagne, le harcèlement est une infraction pénale en vertu de l'article 238 du code pénal depuis 2007. Une loi visant à renforcer les protections contre le harcèlement est entrée en vigueur en 2017, augmentant les protections juridiques. Le Japon a un certain nombre de lois couvrant différents aspects du harcèlement des célébrités. Par exemple, l'attente devant la maison/le bureau, le suivi, les écoutes téléphoniques et les demandes relationnelles répétées sont passibles d'une peine d'un an d'emprisonnement ou d'une amende d'un million de yens. Le Japon a également adopté des lois contre la messagerie continue, y compris sur les réseaux sociaux.
Bien que l'activité des sasaeng ait causé des difficultés aux célébrités de la K-pop depuis les années 1990, pendant de nombreuses années, la Corée n'avait pas de lois spéciales pour empêcher ou pénaliser le harcèlement des célébrités. Un incident de fan sasaeng impliquant le chanteur principal du groupe Sanulrim, Kim Changwan, a poussé le gouvernement à agir. Kim Changwan a été harcelé par l'un de ses fans depuis plus d'une décennie, et il a finalement accusé le fan de harcèlement. Après avoir été emprisonné pendant un an, le fan a de nouveau suivi le chanteur, mais a fini par l'attaquer et lui casser le nez. En 2011, la loi a été modifiée pour inclure le "harcèlement persistant" ou le harcèlement comme des infractions pénales.
La clause a été ajoutée à la loi sud-coréenne sur les délits en février 2011 pour protéger les idoles des fans trop fous. La même année, la Korea Creative Content Agency du gouvernement sud-coréen aurait fondé un centre de soutien pour les célébrités afin d'offrir des aides de conseil "pour soulager [les célébrités] de tout stress psychologique".
La loi sur les délits mineurs a été révisée en mars 2013 pour imposer une amende de 80 000 KRW (environ 56 euros) en cas de condamnation pour harcèlement. En raison des préoccupations croissantes concernant le harcèlement et le nombre de victimes, un nouveau projet de loi a été introduit en Corée du Sud en février 2016, portant l'amende maximale pour harcèlement à 20 millions de KRW (environ 14 000 euros) et deux ans d'emprisonnement,.
Le 22 février 2018, une réunion d'harmonisation nationale a eu lieu. Pendant cette réunion, le gouvernement a annoncé son intention de finaliser les détails des mesures et des sanctions pour prévenir le harcèlement et la violence dans les fréquentations au cours du premier semestre de cette année, et d'éclaircir la définition des infractions de harcèlement et de ces types de comportement. Il a déclaré que les répressions pour harcèlement seraient plus sévères et que les amendes et les peines de prison seraient allongées. Ces précautions sont appliquées dans les cas de harcèlement de célébrités, reconnaissant que les célébrités sud-coréennes éprouvent différentes formes d'abus, à la fois physiques et mentaux, à la suite des actions des sasaeng.
En novembre 2018, les nouvelles mesures n'étaient pas encore entrées en vigueur et n'apparaissaient pas encore sur le site Web de l'état répertoriant toutes les lois coréennes.

## Dans la culture populaire
La série télévisée Reply 1997, relatant les événements de la culture populaire coréenne dans les années 1990, a documenté l'obsession des fans pour les célébrités. Comme les fans avaient peu d'occasions d'interagir avec les célébrités, les gens ont choisi de devenir des "suksofans" ou sasaengs, qui sont restés devant les maisons des célébrités toute la nuit jusqu'à ce qu'ils puissent rencontrer leurs idoles. Ces fans s'étaient imposé des règles interdisant d'entrer dans les maisons, d'expulser des célébrités et de prendre des photos de célébrités. De plus, il y a des personnages dans plusieurs webtoons, tels que Lookism, Fashion King, True Beauty, Lost in Translation et So I Married an Anti-fan qui se comportent de cette manière.